# Arnaldus de Villa Nova

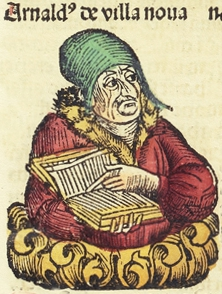
Afbeelding van Arnald[us] de villa noua, houtsnede uit de Nuremberg kroniek, 1493

Arnaldus de Villa Nova (ook wel Arnaldus de Villanueva, Arnaldus Villanovanus, Arnaud de Ville-Neuve of Arnau de Vilanova), (Valencia, 1235 - Genua, 1311) was een 14e-eeuws alchemist, astroloog en arts.

## Leven
Arnaldus de Villa Nova was waarschijnlijk van Catalaanse afkomst. Hij in 1260 studeerde scheikunde, geneeskunde, fysica en ook Arabische filosofie in Montpellier. In 1280 was hij al een vooraanstaand arts. Tien jaar later was hij terug in Montpellier als leraar aan de bloeiende medische school; hoewel dit hem er niet van weerhield om zijn belangen in Valencia (stad) en de zorg voor de gezondheid van de familie van Jacobus II van Aragón te behartigen. Deze koning, een grote vriend van Villa Nova, stuurde hem in 1299 naar het hof van Frankrijk voor een diplomatieke missie, en in Parijs moest hij de ideeën bekendmaken die hij had ontwikkeld over het komende einde van de wereld en de noodzakelijke hervorming van de kerk.
Hij verwierf grote bekendheid in Parijs, maar haalde zich daar ook de vijandschap van de geestelijken op de hals en was gedwongen te vluchten. Uiteindelijk verkreeg hij asiel in Sicilië. Omstreeks 1311 werd hij door paus Clemens V, die ziek was, ontboden naar Avignon, maar hij stierf op de reis erheen.

## Werk

Opere

Aan hem worden een aantal vertalingen van een medische teksten uit het Arabisch toegeschreven, waaronder werken van Ibn Sina (Avicenna), Ibn Qusta Luqa (Costa ben Luca) en Galenus. Ook veel alchemistische geschriften, waaronder Thesaurus Thesaurorum of Rosarius Philosophorum, Novum Lumen en Flos Florum zijn aan hem toegeschreven, maar daarover bestaat geen zekerheid. Verzamelde edities van deze teksten werden gepubliceerd in Lyon in 1504 en 1532 (met een biografie door Symphorianus Campegius), in Bazel in 1585, in Frankfurt in 1603, en in Lyon in 1686. Hij is ook de vermaarde auteur van diverse medische werken, waaronder Breviarium Practicae. Een van zijn successen was de ontdekking van koolstofmonoxide en zuivere alcohol.

## Liber de Vinis
Het eerste wijnboek dat in grote oplage werd gedrukt was de Villa Nova's Liber de Vinis. Geschreven vanuit een voornamelijk medisch standpunt, bestrijkt het een scala van wijntopics, van het beste ogenblik om wijn te proeven tot de behandeling van een aantal kwalen. De Villanova beval wijn aan bij diverse medische aandoeningen zoals dementie en sinusproblemen.